# Clément Carisey
Cet article concerne un coureur cycliste. Pour la commune française, voir Carisey.
Clément Carisey, né le 23 mars 1992 à Échirolles (Isère), est un coureur cycliste français.

## Biographie
Ancien pratiquant de judo, Clément Carisey prend goût au cyclisme durant sa jeunesse en découvrant le Tour de France à la télévision,. Sa nouvelle passion l'amène à prendre sa première licence à l'ES Saint-Martin-d'Hères, lors de sa seconde année minimes. Il effectue ses années cadets et juniors avec ce club. 
De 2011 à 2015, il évolue au Vélo Club Caladois, en division nationale 2. Il court ensuite au CR4C Roanne, avant d'intégrer le Team Pro Immo Nicolas Roux. Bon puncheur, il s'illustre chez les amateurs français en obtenant de nombreuses victoires, principalement sur des courses vallonnées. En aout 2018, il intègre l'équipe Israel Cycling Academy en tant que stagiaire, par l'intermédiaire de son agent Joona Laukka. Principalement équipier, il obtient ses meilleurs classements sur le Tour de Hainan (9e d'une étape et 15e du classement général) et la Coupe Sels (18e). À l'issue de cette saison, il signe un contrat professionnel d'un an avec la formation israélienne.
En 2019, Clément Carisey découvre les courses professionnelles dans différents pays. Il commence sa saison du 12 au 17 février sur le Tour Colombia où ils ne sont que deux Français engagés avec Julian Alaphilippe. Tout au long des six étapes, il travaille pour ses coéquipiers : le colombien Edwin Ávila et le sprinter estonien Mihkel Räim. Revenu en Europe, il enchaîne avec des courses d'un jour belges, néerlandaises et françaises : Kuurne-Bruxelles-Kuurne, le Tour de Drenthe, le Grand Prix de Denain, la Route Adélie de Vitré ou encore la Roue tourangelle. En avril, sur le Circuit de la Sarthe, il décroche son premier top 10. Échappé lors de la 3e étape, il termine huitième de celle-ci et se classe à la septième place au général. Il est ensuite retenu pour prendre part à la Flèche brabançonne, l'Amstel Gold Race et la Flèche wallone. En mai, aux Quatre Jours de Dunkerque, il se glisse dans des échappées qui n'iront pas au bout mais qui lui valent de terminer cinquième au classement de la montagne. Au Tour d'Estonie, du 23 au 25 mai, son équipe Israël Cycling Academy place trois coureurs sur le podium, Mihkel Räim, Matthias Brändle et Rudy Barbier, Carisey prenant la 10e place au général. Début juin, sur le Tour de Cologne en Allemagne, il enchaîne sur une 7e place. 
Pendant l'été, il participe à plusieurs courses à étapes : le Tour de Belgique, la Route d'Occitanie, le Tour de Wallonie, le Tour du Limousin. Fin août, au Tour Poitou-Charentes en Nouvelle-Aquitaine, il réalise un bon chrono (16e) lors de la 4e étape et prend la 12e place au général. De septembre à octobre, il retourne en Belgique pour quelques courses et finit sa saison en France sur Paris-Bourges et Paris-Tours. À la suite de la fusion entre Israel Cycling Academy et Katusha, il perd sa place au sein de l'effectif et n'est pas conservé.
En août 2020, il termine 10e du championnat de France du contre-la-montre, étant deuxième chez les amateurs. Le 8 septembre, l'équipe cycliste Nippo Delko One Provence annonce son recrutement pour les saisons 2021 et 2022.

## Palmarès et résultats

### Palmarès par année
| - 2012 - 3e du Grand Prix de la Soierie de Charlieu - 2013 - 2e de la Boucle du Pays du Tronçais - 2014 - 2e du Grand Prix des Avenières - 2015 - Grand Prix de Charvieu-Chavagneux - 2e du Prix de Foissiat - 2e du Grand Prix de la Soierie de Charlieu - 3e du Critérium de Briennon - 3e du Grand Prix de Chamoux-sur-Gelon - 2016 - Classement général du Tour Nivernais Morvan - Grand Prix de Charvieu-Chavagneux - 2e du Grand Prix de Villette-d'Anthon - 2e du Grand Prix du Cru Fleurie - 2e du Tour de la Creuse - 2e du Grand Prix d'Is-sur-Tille - 2017 - Circuit des Communes de la Vallée du Bédat - Dijon-Auxonne-Dijon - Grand Prix de Nandax - 2e du Grand Prix de Puyloubier - 2e de la Nocturne de Gleizé - 2e du Circuit des Deux Ponts - 2e du Grand Prix du Centre de la France - 2e du Prix des Vendanges à Maisonnais - 2e du Challenge du Boischaut-Marche - 3e du Grand Prix du Pays d'Aix - 3e du Prix de Cuiseaux - 3e du Prix des Vins Nouveaux - 2018 - Grand Prix du Pays d'Aix - Circuit des Communes de la Vallée du Bédat - La Durtorccha - Grand Prix du Pays de Montbéliard - 1re étape du Tour Nivernais Morvan (contre-la-montre par équipes) - Grand Prix du Centre de la France - 3e du Circuit des Deux Ponts | - 2020 - Tour de Basse-Navarre - Tour du Centre Var - 4e épreuve des Boucles du Haut-Var - Circuit des Communes de la Vallée du Bédat - Mémorial d'Automne - 2e du championnat de France du contre-la-montre amateurs - 2e du Circuit de l'Essor - 2e du Grand Prix d'Issoire - 2e d'Arbent-Bourg-Arbent - 2e du Prix des Vins Nouveaux - 2e du Challenge du Boischaut-Marche - 3e de l'Essor Basque - 3e du Grand Prix du Pays d'Aix - 3e du Grand Prix de Puyloubier - 3e du Tour du Pays de Montbéliard - 3e du Grand Prix des Grattons - 3e du Paris-Connerré - 2021 - 5e étape du Tour Poitou-Charentes en Nouvelle-Aquitaine - 2022 - Grand Prix de Charvieu-Chavagneux - 2023 - Grand Prix d'Is-sur-Tille - Trophée Roger-Walkowiak - Tour du Loiret - 3e étape de l'Alpes Isère Tour - Tour du Beaujolais - Tour Nivernais Morvan : - Classement général - 1re étape - 3e étape du Tour de Côte-d'Or - Grand Prix de Charvieu-Chavagneux - Grand Prix du Cru Fleurie - Grand Prix de La Machine - 2e du Grand Prix de Vougy - 3e du championnat de France sur route amateurs - 3e d'Annemasse-Bellegarde et retour - 3e du Bol d'Or des amateurs |  |

### Classements mondiaux
| Année                                 | 2016  | 2017 | 2018  | 2019 | 2020  | 2021  | 2022  | 2023  |
| ------------------------------------- | ----- | ---- | ----- | ---- | ----- | ----- | ----- | ----- |
| Classement mondial                    | 2628e | nc   | 2260e | 699e | 2084e | 1026e | 1556e | 2108e |
| UCI Europe Tour                       | 1773e | nc   | 1513e | 515e | 1514e | 763e  | 1042e | nc    |
| UCI Asia Tour                         | nc    | nc   | 779e  |      |       |       |       |       |
|                                       |       |      |       |      |       |       |       |       |
| Légende : nc = non classéSource : UCI |       |      |       |      |       |       |       |       |